# Verkehrsgeltung
Verkehrsgeltung und Verkehrsdurchsetzung sind juristische Begriffe aus dem Markenrecht, die voneinander getrennt betrachtet werden müssen.
Die Verkehrsgeltung eines Zeichens führt dazu, dass ein benutztes Zeichen den Schutz als Marke erlangt (vgl. § 4 Nr. 2 MarkenG), wodurch ein aufgrund intensiver Benutzung erreichter, sich zum Ausschließlichkeitsrecht verdichtender tatsächlicher wettbewerblicher Besitzstand geschützt wird. Daher spricht man in diesem Fall auch von einer Benutzungsmarke.
Dagegen führt die Verkehrsdurchsetzung zur Eintragung schutzunfähiger Zeichen (vgl. § 8 Abs. 3 MarkenG in Verbindung mit § 25 Nr. 7 MarkenVO). Bei der Prüfung der Voraussetzungen der Verkehrsdurchsetzung, wonach sich die Marke für den Anmelder in den beteiligten Verkehrskreisen im Inland (gesamtes Bundesgebiet) im erforderlichen Umfang und bezogen auf bestimmte Waren und/oder Dienstleistungen durchgesetzt haben muss, taucht bisweilen die Frage auf, inwieweit die Durchsetzung eines Markenbestandteils zur Schutzfähigkeit der angemeldeten Gesamtmarken führen kann. Die Eintragung der Gesamtmarke kommt nur in Betracht, wenn das durchgesetzte Element im Gesamteindruck gleichsam unübersehbar hervortritt.